# Инициативная улица (Люберцы)
Инициативная улица — улица в северной части города Люберцы. Одна из важнейших дорог этой части города ввиду прохождения возле транспортно-пересадочного узла, относящегося к станции Люберцы и отсутствия выхода к станции каких-либо других улиц. Помимо этого, является частью цепочки дорог, связывающих московские районы Некрасовка и Косино-Ухтомский вдоль железной дороги. Нумерация начинается от улицы Митрофанова.

## Описание
Начинается от перекрёстка улиц Митрофанова и Красногорской и идёт в направлении юго-востока. Проходит под эстакадой Комсомольского проспекта, через 300 метров после этого выходит к станции Люберцы. После станции дорога поднимается на холм и делает сильный поворот на восток и проходит вдоль кладбища, после чего выходит на перекрёсток на границе с Некрасовкой, от которого расходится на две части: одна проходит в направлении северо-востока и заканчивается у круговой развязки 2-й Вольской улицы, проспекта Победы и улицы Люберки, другая идёт на юго-запад и заканчивается в тоннеле под железной дорогой, переходя в Волковскую улицу. Визуально продолжением Инициативной является 1-я Вольская улица.
Протяжённость улицы — 2,1 км, ширина проезжей части — 12 метров. На всём протяжении улицы присутствует четырёхполосное движение (по две полосы в каждую сторону), но на участке от ст. Люберцы до ул. Преображенская сужается до одной полосы в каждую. Что приводит к затрудненному движению.

### Застройка
Почти вся улица проходит вдоль промзон. Жилая застройка практически отсутствует, за исключением нескольких домов возле железнодорожной станции и посёлка вдоль северного ответвления улицы. В 2013-2014 годах осуществлялось строительство ЖК «Академический» — высотного жилого комплекса также возле станции. Также в 2017-2020 годах был возведён ЖК «Облака».

## Транспорт
По Инициативной улице проходят маршруты московских автобусов (722, 723, 726 и 849), внутригородских автобусов (1, 453) и областного автобуса 31; по ответвлениям улицы проходит маршрут магистрального микроавтобуса 47 (Котельники-Железнодорожный). На улице расположено пять официальных остановок: «Инициативная улица» (только в сторону Некрасовки), «Станция Люберцы», «Кладбище», «По требованию» и «2-я Вольская улица».

## Проблемы
Улица связывает как сами Люберцы, так и Москву с многочисленными дачными посёлками на востоке области, из-за чего вкупе с большим количеством светофорных объектов и загруженностью транспортного узла в районе станции Люберцы на улице зачастую образуются пробки. На всём протяжении улицы отсутствуют внеуличные переходы, а на имеющихся светофорных циклах пешеходному переходу уделяется слишком мало времени.